# The Best FIFA Football Awards 2022
7-я церемония вручения наград премии «The Best FIFA Football Awards»

27 февраля 2023 года
The Best FIFA Men’s Player: 

 Лионель Месси
(второй раз)
The Best FIFA Women’s Player: 

 Алексия Путельяс
(второй раз)
The Best FIFA Men’s Goalkeeper: 

 Эмилиано Мартинес
(первый раз)
The Best FIFA Women’s Goalkeeper: 

 Мэри Эрпс
(первый раз)
The Best FIFA Men’s Coach: 

 Лионель Скалони
(первый раз)
The Best FIFA Women’s Coach: 

 Сарина Вигман
(третий раз)
FIFA Puskás Award: 

 Марцин Олексы
(первый раз)
FIFA Fan Award: 

 Болельщики Аргентины
(первый раз)
FIFA Fair Play Award: 

 Лука Лочошвили
(первый раз)
< 6-я Церемонии вручения 8-я >
The Best FIFA Football Awards 2022 — седьмая ежегодная церемония вручения награды лучшим футболистам и тренерам, вручается руководящим органом FIFA. Церемония прошла 27 февраля 2023 в Париже, Франция.

## Номинации

### The Best FIFA Men’s Player
12 января 2023 года ФИФА опубликовала короткий список из четырнадцати претендентов. Трое финалистов были объявлены 10 февраля.
Победителем стал Лионель Месси, набрав 52 очка.
Критерии отбора: соответствующие достижения в период с 8 августа 2021 года по 18 декабря 2022 года.
| Позиция             | Игрок               | Команда(ы)                           | Сборная   | Очков     |
| Финалисты           | Финалисты           | Финалисты                            | Финалисты | Финалисты |
| ------------------- | ------------------- | ------------------------------------ | --------- | --------- |
| 1                   | Лионель Месси       | Пари Сен-Жермен                      | Аргентина | 52        |
| 2                   | Килиан Мбаппе       | Пари Сен-Жермен                      | Франция   | 44        |
| 3                   | Карим Бензема       | Реал Мадрид                          | Франция   | 34        |
| Остальные кандидаты |                     |                                      |           |           |
| 4                   | Лука Модрич         | Реал Мадрид                          | Хорватия  | 28        |
| 5                   | Эрлинг Холанн       | - Боруссия Дортмунд - Манчестер Сити | Норвегия  | 24        |
| 6                   | Садио Мане          | - Ливерпуль - Бавария                | Сенегал   | 19        |
| 7                   | Хулиан Альварес     | - Ривер Плейт - Манчестер Сити       | Аргентина | 17        |
| 8                   | Ашраф Хакими        | Пари Сен-Жермен                      | Марокко   | 15        |
| 9                   | Неймар              | Пари Сен-Жермен                      | Бразилия  | 13        |
| 10                  | Кевин Де Брёйне     | Манчестер Сити                       | Бельгия   | 10        |
| 11                  | Винисиус Жуниор     | Реал Мадрид                          | Бразилия  | 10        |
| 12                  | Роберт Левандовский | - Бавария - Барселона                | Польша    | 7         |
| 13                  | Джуд Беллингем      | Боруссия Дортмунд                    | Англия    | 3         |
| 14                  | Мохаммед Салах      | Ливерпуль                            | Египет    | 2         |

### The Best FIFA Men’s Goalkeeper
12 января 2023 года ФИФА опубликовала короткий список из пяти претендентов. Трое финалистов были объявлены 8 февраля.
Победителем стал Эмилиано Мартинес, набрав 26 очков.

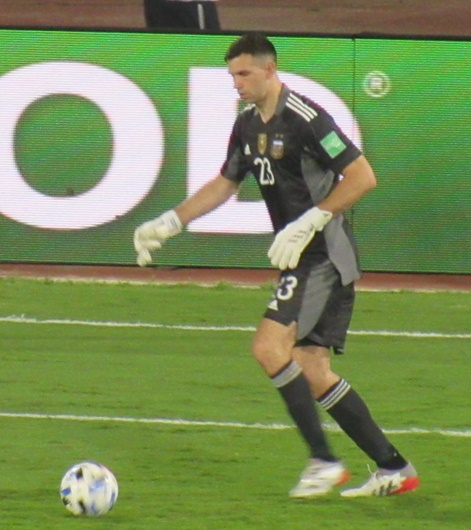
Эмилиано Мартинес

| Позиция             | Игрок             | Команда(ы)     | Сборная   | Очков     |
| Финалисты           | Финалисты         | Финалисты      | Финалисты | Финалисты |
| ------------------- | ----------------- | -------------- | --------- | --------- |
| 1                   | Эмилиано Мартинес | Астон Вилла    | Аргентина | 26        |
| 2                   | Тибо Куртуа       | Реал Мадрид    | Бельгия   | 20        |
| 3                   | Яссин Буну        | Севилья        | Марокко   | 14        |
| Остальные кандидаты |                   |                |           |           |
| 4                   | Алисон            | Ливерпуль      | Бразилия  | 8         |
| 5                   | Эдерсон           | Манчестер Сити | Бразилия  | 4         |

### The Best FIFA Men’s Coach
12 января 2023 года ФИФА опубликовала список из пяти тренеров. Трое финалистов были объявлены 9 ферваля.
Победиетелм стал Лионель Скалони, набрав 28 очков.

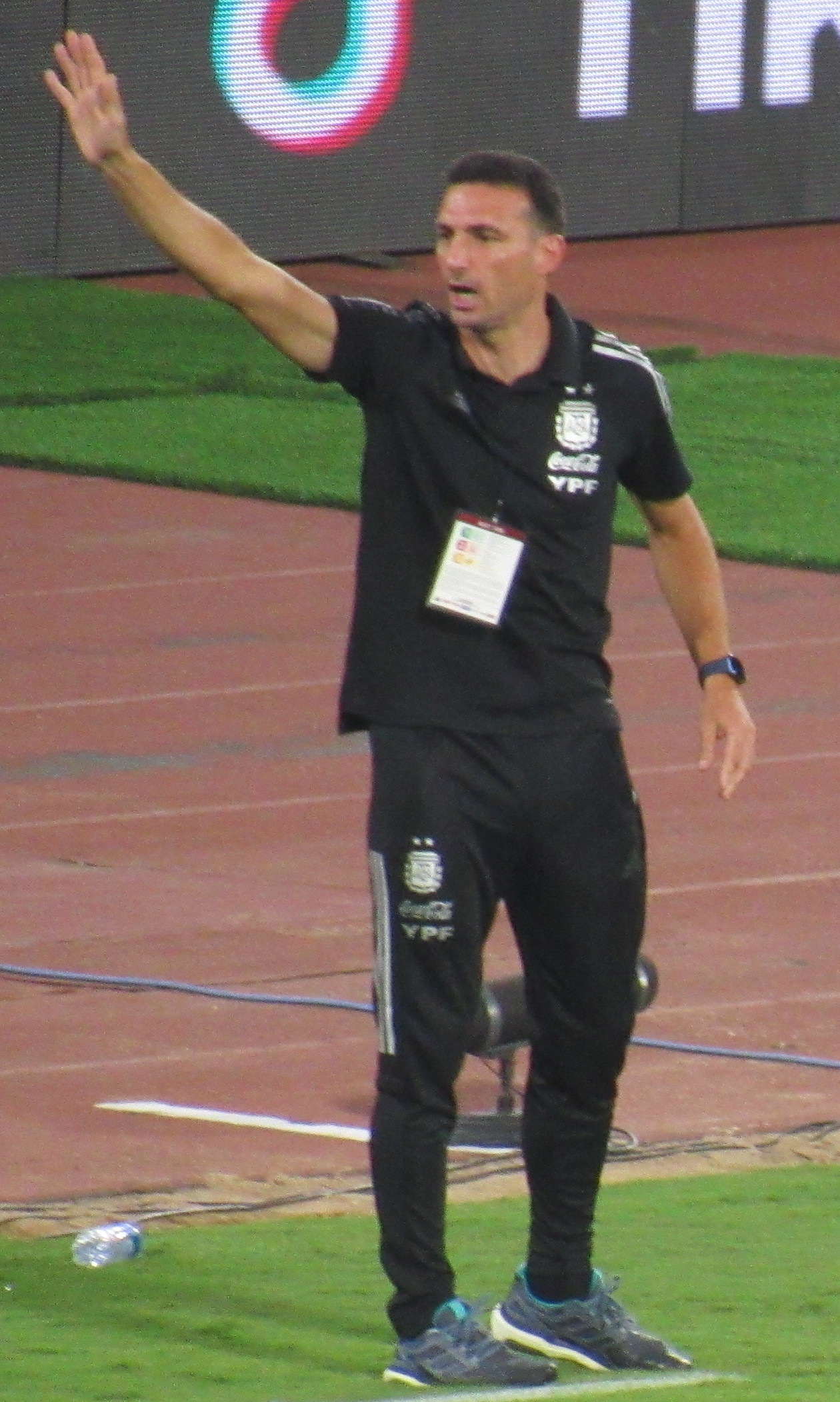
Лионель Скалони

| Позиция             | Тренер          | Команда(ы)        | Очков     |           |
| Финалисты           | Финалисты       | Финалисты         | Финалисты | Финалисты |
| ------------------- | --------------- | ----------------- | --------- | --------- |
| 1                   | Лионель Скалони | Аргентина         | 28        |           |
| 2                   | Карло Анчелотти | Реал Мадрид       | 17        |           |
| 3                   | Пеп Гвардиола   | Манчестер Сити    | 12        |           |
| Остальные кандидаты |                 |                   |           |           |
| 4                   | Валид Реграги   | - Видад - Марокко | 10        |           |
| 5                   | Дидье Дешам     | Франция           | 5         |           |

### The Best FIFA Women’s Player
12 января 2023 года ФИФА опубликовала список из четырнадцати претенденток. Трое финалисток были объявлены 10 февраля.
Победителем во второй раз подряд, стала Алексия Путельяс, набрав 50 очков.
Критерии отбора: соответствующие достижения в период с 7 августа 2021 года по 31 июля 2022 года.
| Позиция              | Тренер           | Команда(ы)                       | Сборная    | Очков      |
| Финалистки           | Финалистки       | Финалистки                       | Финалистки | Финалистки |
| -------------------- | ---------------- | -------------------------------- | ---------- | ---------- |
| 1                    | Алексия Путельяс | Барселона                        | Испания    | 50         |
| 2                    | Алекс Морган     | - Орландо Прайд - Сан-Диего Уэйв | США        | 37         |
| 3                    | Бет Мид          | Арсенал                          | Англия     | 37         |
| Остальные кандидатки |                  |                                  |            |            |
| 4                    | Сэм Керр         | Челси                            | Австралия  | 34         |
| 5                    | Айтана Бонмати   | Барселона                        | Испания    | 29         |
| 6                    | Дебинья          | Норт Каролина Кураж              | Бразилия   | 25         |
| 7                    | Александра Попп  | Вольфсбург                       | Германия   | 17         |
| 8                    | Лия Уильямсон    | Арсенал                          | Англия     | 17         |
| 9                    | Ада Хегерберг    | Олимпик Лион                     | Норвегия   | 13         |
| 10                   | Венди Ренар      | Олимпик Лион                     | Франция    | 9          |
| 11                   | Лена Обердорф    | Вольфсбург                       | Германия   | 4          |
| 12                   | Вивианне Мидема  | Арсенал                          | Нидерланды | 2          |
| 13                   | Кира Уолш        | - Манчестер Сити - Барселона     | Англия     | 0          |
| 14                   | Джесси Флеминг   | Челси                            | Канада     | 0          |

### The Best FIFA Women’s Goalkeeper
12 января 2023 года ФИФА опубликовала короткий список из шести претенденток. Трое финалистов были объявлены 8 ферваля.
Победителем стала Мэри Эрпс, набрав 26 очков.

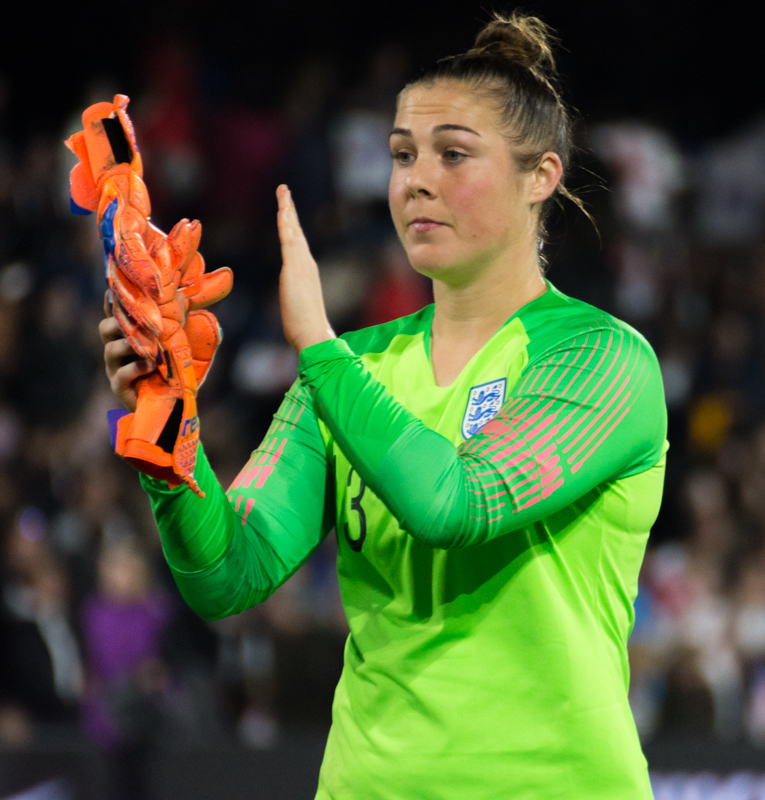
Мэри Эрпс

| Позиция           | Игрок             | Команда(ы)              | Сборная    | Очнов      |
| Финалистки        | Финалистки        | Финалистки              | Финалистки | Финалистки |
| ----------------- | ----------------- | ----------------------- | ---------- | ---------- |
| 1                 | Мэри Эрпс         | Манчестер Юнайтед       | Англия     | 26         |
| 2                 | Кристиана Эндлер  | Олимпик Лион            | Чили       | 22         |
| 3                 | Анн-Катрин Бергер | Челси                   | Германия   | 10         |
| Другие кандидатки |                   |                         |            |            |
| 4                 | Сандра Паньос     | Барселона               | Испания    | 7          |
| 5                 | Мерл Фромс        | - Айнтрахт - Вольфсбург | Германия   | 5          |
| 6                 | Алисса Нихер      | Чикаго Ред Старз        | США        | 3          |

### The Best FIFA Women’s Coach
12 января 2023 года ФИФА опубликовала список из шести претендентов. Три финалиста были объявлены 9 февраля.
Победителем, в третий раз, стала Сарина Вигман, набрав 28 очков.

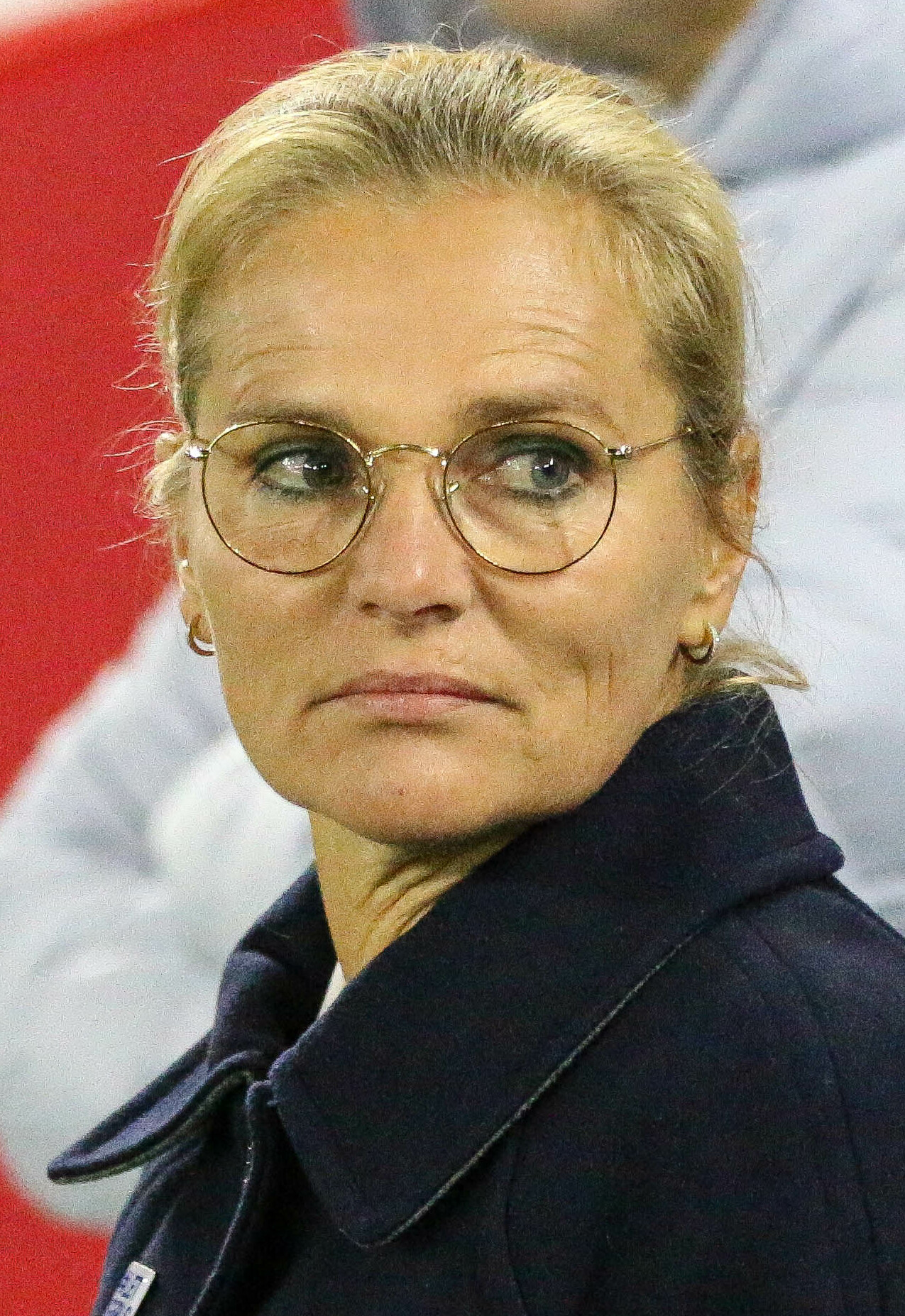
Сарина Вигман

| Позиция             | Тренер                  | Команда(ы)   | Очков     |           |
| Финалисты           | Финалисты               | Финалисты    | Финалисты | Финалисты |
| ------------------- | ----------------------- | ------------ | --------- | --------- |
| 1                   | Сарина Вигман           | Англия       | 28        |           |
| 2                   | Соня Бомпастор          | Олимпик Лион | 18        |           |
| 3                   | Пиа Сундхаге            | Бразилия     | 10        |           |
| Остальные кандидаты |                         |              |           |           |
| 4                   | Эмма Хейз               | Челси        | 10        |           |
| 5                   | Мартина Фосс-Текленбург | Германия     | 6         |           |
| 6                   | Бев Пристман            | Канада       | 0         |           |

### FIFA Puskás Award
12 января 2023, ФИФА опубликовала список из одиннадцати претендентов Три номинанта были объявлены 10 февраля.
Победителем стал Марцин Олексы, набрав 21 очко.
| Позиция                    | Игрок                               | Матч                                                   | Турнир                                                          | Дата            | Видео           | Очков     |
| Финалисты                  | Финалисты                           | Финалисты                                              | Финалисты                                                       | Финалисты       | Финалисты       | Финалисты |
| -------------------------- | ----------------------------------- | ------------------------------------------------------ | --------------------------------------------------------------- | --------------- | --------------- | --------- |
| 1                          | Марцин Олексы                       | Варта — Сталь                                          | Чемпионат Польши 2022 среди людей с ограниченными возможностями | 6 ноября 2022   | Логотип YouTube | 21        |
| 2                          | Димитри Пайет                       | Олимпик Марсель — ПАОК                                 | Лига конференций УЕФА 2021/2022                                 | 7 апреля 2022   | Логотип YouTube | 20        |
| 3                          | Ришарлисон                          | Бразилия — Сербия                                      | Чемпионат мира по футболу 2022                                  | 24 ноября 2022  | Логотип YouTube | 17        |
| Остальные кандидаты        |                                     |                                                        |                                                                 |                 |                 |           |
|                            | Марио Балотелли                     | Адана Демирспор — Гёзтепе                              | Чемпионат Турции по футболу 2021/2022                           | 22 мая 2022     | Логотип YouTube |           |
| Франсиско Гонсалес Метилли | Росарио Сентраль — Сентраль Кордова | Чемпионат Аргентины по футболу 2022                    | 1 августа 2022                                                  | Логотип YouTube |                 |           |
| Амандин Анри               | Барселона — Олимпик Лион            | Лига чемпионов УЕФА среди женщин 2021/2022             | 21 мая 2022                                                     | Логотип YouTube |                 |           |
| Тео Эрнандес               | Милан — Аталанта                    | Чемпионат Италии по футболу 2021/2022                  | 15 мая 2022                                                     | Логотип YouTube |                 |           |
| Алу Куол                   | Ирак — Австралия                    | Чемпионат Азии по футболу среди молодёжных команд 2022 | 4 июня 2022                                                     | Логотип YouTube |                 |           |
| Килиан Мбаппе              | Аргентина — Франция                 | Чемпионат мира по футболу 2022                         | 18 декабря 2022                                                 | Логотип YouTube |                 |           |
| Сальма Паральюэло          | Барселона — Вильярреал              | Чемпионат Испании по футболу среди женщин 2021/2022    | 2 апреля 2022                                                   | Логотип YouTube |                 |           |
| Алессия Руссо              | Англия — Швеция                     | Чемпионат Европы по футболу среди женщин 2022          | 26 июля 2022                                                    | Логотип YouTube |                 |           |

### FIFA Fan Award
Награда отмечает лучшие моменты или жесты фанатов с августа 2021 года по декабрь 2022 года, независимо от чемпионата, пола или национальности. Шорт-лист был составлен группой экспертов ФИФА
Болельщики сборной Аргентины выиграли награду, за них проголосовано больше 650 тыс. человек.
| Позиция | Фанат(ы)             | Описание | Голосов | % голосов |
| ------- | -------------------- | --- | ------- | --------- |
| 1       | Болельщики Аргентины | За поддержку своей команды в Катаре, которая помогла выиграть Чемпионат мира 2022, а затем миллионное по численности, встреча команды в Буэнос-Айресе после победы в турнире. | 656 253 | 41,88 %   |
| 2       | Болельщики Японии    | За поведение болельщиков, которые после игр своей команды на Чемпионате мира 2022, оставались чтобы убрать стадион от мусора.                                                 | 526 887 | 33,63 %   |
| 3       | Аббдулах Аль Салми   | Прошел 1600 км по Аравийской пустыне из Джидды в Катар, чтобы поддержать свою родную страну на Чемпионате мира 2022.                                                          | 383 643 | 24,49 %   |

### FIFA Fair Play Award
| Победитель     | Команда    | Описание |
| -------------- | ---------- | --- |
| Лука Лочошвили | Вольфсберг | За спасенную жизнь игрока соперника во время матча чемпионата Австрии. Игрок венской «Аустрии» Георг Тайгль потерял сознание после столкновения. Лочошвили оказал игроку первую помощь, предотвратив западение языка. Благодаря этим действиям Тайгль пришел в сознание, после чего его доставили в больницу |

### The Best FIFA Special Award
Специальная награда была вручена посмертно в честь покойного Пеле в знак признания его роли и вклада в футбол. Награду получила жена Пеле Марсия Аоки.
| Победитель | Описание                                                                       |
| ---------- | ------------------------------------------------------------------------------ |
| Пеле       | Награжден посмертно, как дань уважения и особого признания его роли в футболе. |

### FIFA FIFPRO Men’s World 11
13 февраля был представлен список из 25 претендентов. 27 февраля был объявлен состав.
| Игрок            | Клуб(ы)                              |
| Вратарь          | Вратарь                              |
| ---------------- | ------------------------------------ |
| Тибо Куртуа      | Реал Мадрид                          |
| Защитники        |                                      |
| Жуан Канселу     | - Манчестер Сити - Бавария           |
| Вирджил Ван Дейк | Ливерпуль                            |
| Ашраф Хакими     | Пари Сен-Жермен                      |
| Полузащитники    |                                      |
| Каземиро         | - Реал Мадрид - Манчестер Юнайтед    |
| Кевин Де Брёйне  | Манчестер Сити                       |
| Лука Модрич      | Реал Мадрид                          |
| Нападающие       |                                      |
| Карим Бензема    | Реал Мадрид                          |
| Эрлинг Холанн    | - Боруссия Дортмунд - Манчестер Сити |
| Килиан Мбаппе    | Пари Сен-Жермен                      |
| Лионель Месси    | Пари Сен-Жермен                      |

### FIFA FIFPRO Women’s World 11
13 февраля был представлен список из 23 претенденток. 27 февраля был объявлен состав.
| Игрок            | Клуб(ы)                          |
| Вратарь          | Вратарь                          |
| ---------------- | -------------------------------- |
| Кристиана Эндлер | Олимпик Лион                     |
| Защитники        |                                  |
| Люси Бронз       | - Манчестер Сити - Барселона     |
| Мапи Леон        | Барселона                        |
| Венди Ренар      | Олимпик Лион                     |
| Лия Уильямсон    | Арсенал                          |
| Полузащитники    |                                  |
| Лена Обердорф    | Вольфсбург                       |
| Алексия Путельяс | Барселона                        |
| Кира Уолш        | - Манчестер Сити - Барселона     |
| Нападающие       |                                  |
| Сэм Керр         | Челси                            |
| Бет Мид          | Арсенал                          |
| Алекс Морган     | - Орландо Прайд - Сан-Диего Уэйв |